# Oeconesidae
Famille
Les Oeconesidae (oeconesidés en français) sont une famille d'insectes trichoptères.

## Liste des genres
Selon ITIS (12 févr. 2011) :
- genre Oeconesus McLachlan, 1862
- genre Pseudoeconesus McLachlan, 1894
- genre Tarapsyche McFarlane, 1960
- genre Tascuna Neboiss, 1975
- genre Zelandopsyche Tillyard, 1921
- genre Zepsyche McFarlane, 1960

## Liste des genres et espèces
Selon NCBI (12 févr. 2011) :
- genre Oeconesus
  - Oeconesus maori
- genre Pseudoeconesus
  - Pseudoeconesus bistirpis
- genre Tarapsyche
  - Tarapsyche olis
- genre Zelandopsyche
  - Zelandopsyche maclellani

## Publication originale
- (en) R. J. Tillyard, « Revision of the family Eustheniidae (order Perlaria) with descriptions of new genera and species », Proceedings of the Linnean Society of New South Wales, Sydney, Inconnu et Société linnéenne de Nouvelle-Galles du Sud, vol. 46,‎ 1921, p. 221–236 (ISSN 0370-047X, OCLC 1755950, DOI 10.5962/BHL.PART.14012, lire en ligne).